# Cincloramphus rubiginosus
Cincloramphus rubiginosus é uma espécie de ave da família Locustellidae.
Apenas pode ser encontrada: Papua-Nova Guiné.